# Antun Golik
Mons. Antun Golik (Fužine, 1. lipnja 1884. – Rim, 18. svibnja 1960.), bio je hrvatski svećenik. kancelar biskupskog ordinarijata u Senju, hrvatski emigrant. U Italiji je bio dugogodišnji tajnik Bratovštine sv. Jeronima za pomoć hrvatskim izbjeglicama.
Kraj rata i neposredno poraće na području Hrvatske su bili iznimno opasni po katoličanstvo. Partizani su pobili brojne svećenike koji uopće nisu bili krivi, pa je što iz osobne sigurnosti, što ih sigurnosti povijesne imovine, trebalo je ispitati mogućnost gdje bi se moglo sloniti vrijednu arhivsku građu senjskog biskupijskog arhiva i riznice, pa se je zaputio u Rijeku s biskupskim tajnikom Josipom Burićem. S obzirom na to da su brojni svećenici bili ubijeni, riječki ih je biskup V. Burić savjetovao neka nastave dalje prema Italiji. Pješice su stigli u Trst, te preko Padove u Rim. Ondje su 18. svibnja 1945. našli boravište u papinskom hrvatskom zavodu sv. Jeronima.
Inicijativni odbor za utemeljenje Bratovštine sv. Jeronima za pomoć hrvatskim izbjeglicama dao je Goliku zadaću sastaviti okvir za pravila i poslovnik buduće dobrotvorne ustanove, a radi toga da bi im Sveta Stolica temeljem tako dobro prikazane formalno-pravne organizacije odobrila im utemeljiti Bratovštinu.
Na prijedlog Krunoslava Draganovića, izabran je za drugog tajnika Bratovštine. Ondje je ostavio neizbrisivi trag, jer ondje su svi administrativni poslovi i poštanska komunikacija išli preko njega.